# Clique (organisation industrielle)
Pour les articles homonymes, voir Clique.
Dans le domaine de l'organisation industrielle, une clique est un groupe de sociétés qui est connecté par un ou plusieurs administrateurs.